# Lonchoptera hakonensis
Espèce
Lonchoptera hakonensis est une espèce de diptères de la famille des Lonchopteridae.

## Description
Dans sa description initiale, l'auteur indique que l'holotype de Lonchoptera hakonensis mesure 3,6 mm et à une coloration générale jaune pâle (blanc jaunâtre sur la face ventrale et les pattes).

## Étymologie
Son nom spécifique, composé de hakon et du suffixe latin -ensis, « qui vit dans, qui habite », lui a été donné en référence au lieu de sa découverte, Hakone, sur l'île d'Honshū où l'holotype a été capturé par l'auteur. 

## Publication originale
- Shōnen Matsumura, Shin Nihon senchu zukai (œuvre littéraire), 1916, [lire en ligne].